# Ammannia wormskioldii
Ammannia wormskioldii là một loài thực vật có hoa trong họ Lythraceae. Loài này được Fisch. & C.A.Mey. mô tả khoa học đầu tiên năm 1841.